# Eduardo Suplicy

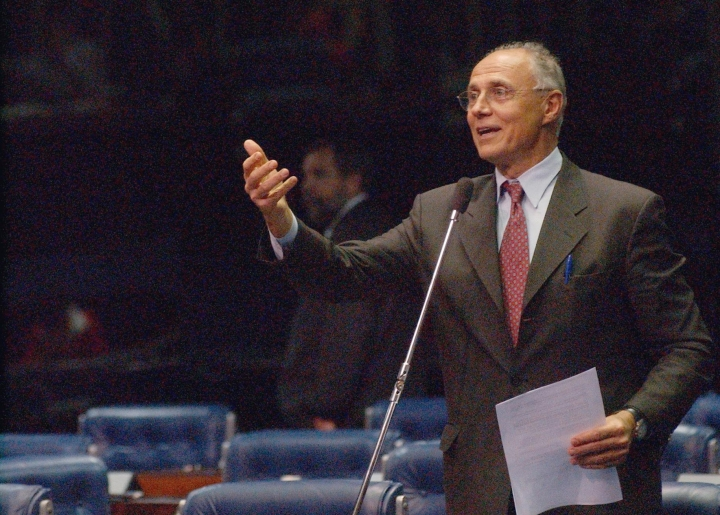
Eduardo Suplicy

Eduardo Suplicy, född den 21 juni 1941, är en brasiliansk vänsterorienterad politiker, ekonom och professor. Han var en av medgrundarna till Partido dos Trabalhadores (PT), "Arbetarpartiet", som är det dominerande socialdemokratiska partiet i Brasilien. Han blev partiets första valda senator och är en känd förespråkare för grundinkomst (medborgarlön). Han har lagt två lagförslag om detta, det första gällde negativ inkomstskatt och det andra ett stegvis införande av en helt ovillkorlig basinkomst med början till de fattigaste. Det senare lagförslaget sanktionerades av den dåvarande presidenten Luiz Inácio Lula da Silva den 8 januari 2004. Diskussionen om basinkomst i landet, som Suplicy varit högst delaktig i, är nära kopplad till Bolsa Familia, landets största välfärdsprogram. 

## Suplicy och basinkomst
Det var under studietiden vid Michigan State University, USA, 1966-1968 och 1970-1973, som Suplicy första gången kom i kontakt med idén om en villkorslös grundinkomst i form av negativ inkomstskatt. Vid hemkomsten till Brasilien tog han kontakt med professor Antônio Maria da Silveira, som hade föreslagit införandet av ett dylikt system i Brasilien (Silveira 1975). 1990 blev han för första gången invald som senator i PT och tillsammans med da Silveira arbetade han fram förslaget "Guaranteed Minimum Income Scheme", PGRM. Modellen var att varje vuxen person på minst 25 år som inte hade en arbetsinkomst på minst 45000 cruzeiros per månad (då motsvarande omkring 150 US-dollar) skulle berättigas ett inkomstkomplement på 30-50 procent av skillnaden mellan den nivån och hans/hennes inkomst efter skatt. Lagförslaget antogs i politisk konsesus av den federala senaten den 16 december 1991. Därefter gick det till Chamber of Deputies där det vid kommittén för finanser och skatter fick ett positivt bemötande skrivet av Germano Rigotto (PMDB-RS). Lagförslaget i sig röstades dock inte igenom. Dock blev det starten på en större politisk debatt om idén. 
1991 presenterade Suplicy och da Silveira konceptet igen under en diskussion med ett 50-tal ekonomer som stod nära PT. Under mötet framhöll professor José Márcio Camargo att idén var bra, men att inkomststödet endast borde gå till fattiga familjer och med motkravet att barnen gick i skolan. 1995 kom ett sådant försök igång med grundinkomst för fattiga familjer kopplat till skolnärvaro, initierat av borgmästaren José Roberto Magalhães Teixeira i Campinas och guvernören Cristóvam Buarque i det federala distriktet. Projektet fick namnet Bolsa-Escola. 1996 bjöd Suplicy in Philippe Van Parijs till ett möte med president Fernando Henrique Cardoso och utbildningsministern Paulo Renato Souza. Van Parijs framhöll att riktig och helt ovillkorlig basinkomst vore det allra bästa, men att koppla ihop konceptet med skolmöjligheter var ett bra första steg. Cardoso gav därefter tillåtelse till nationalkongressen att godkänna en lag som auktoriserade den federala regeringen att ge de kommuner som önskade införa ett dylikt system, med basinkomst kopplat till sociala och skolmässiga möjligheter, ett bidrag från den federala regeringen med 50 procent av kostnaden.
Under 1990-talet hade Suplicy regelbunden kontakt med grundarna av Basic Income European Network (BIEN) och deltog i deras kongresser. Han blev allter övertygad om att en helt ovillkorlig basinkomst vore mycket bättre än en basinkomst med villkor, liksom även negativ inkomstskatt. Därför presenterade han ett nytt lagförslag i senaten, syftande till att en sådan nationell basinkomst skulle införas i hela landet. I december 2002 antogs lagförslaget med politisk konsensus i senaten och i Chamber of Deputies (December 2003). President Luiz Inácio Lula da Silva sanktionerade lagen (10.835/2004) den 8 januari 2004, efter att ha samrått med finansministern Antonio Palocci som framhöll att eftersom basinkomsten skall introduceras stegvis och med början för de fattigaste så är reformen ekonomiskt möjlig.